# Xiphoscelis gariepena
Xiphoscelis gariepena är en skalbaggsart som beskrevs av Hippolyte Louis Gory och Achille Rémy Percheron 1833. Xiphoscelis gariepena ingår i släktet Xiphoscelis och familjen Cetoniidae. Inga underarter finns listade i Catalogue of Life.